# Sapromyza pellopleura
Sapromyza pellopleura är en tvåvingeart som beskrevs av Mitsuhiro Sasakawa 2001. Sapromyza pellopleura ingår i släktet Sapromyza och familjen lövflugor. Inga underarter finns listade i Catalogue of Life.